# Sagami Railway
Pour les articles homonymes, voir Sagami (homonymie).
La Sagami Railway Co., Ltd. (相模鉄道株式会社, Sagami Tetsudō Kabushiki-gaisha), communément appelée Sotetsu (相鉄), est une compagnie ferroviaire privée qui exploite des lignes ferroviaires dans la préfecture de Kanagawa au Japon.
La Sagami Railway appartient au groupe Sotetsu Holdings qui gère d'autres activités, comme des lignes de bus et des supermarchés.

## Lignes
Le réseau se compose de 3 lignes :
| Ligne               | Nom japonais | Terminus                 | Longueur (km) | Gares |
| ------------------- | ------------ | ------------------------ | ------------- | ----- |
| Ligne principale    | 本線         | Yokohama - Ebina         | 24,6          | 18    |
| Ligne Izumino       | いずみ野線   | Futamatagawa - Shōnandai | 11,3          | 8     |
| Ligne Shin-Yokohama | 新横浜線     | Nishiya - Shin-Yokohama  | 6,3           | 3     |

## Matériel roulant
Les trains série 20000 sont adaptés pour circuler sur les lignes Tokyu (effectif à partir de 2022). Les trains série 12000, mis en service en avril 2019, sont adaptés pour circuler sur les lignes JR East (effectif à partir de fin 2019).
Les trains série 12000 et 20000 ainsi que les trains rénovés portent une livrée bleu foncé appelée YOKOHAMA NAVYBLUE, la nouvelle identité visuelle de la compagnie.

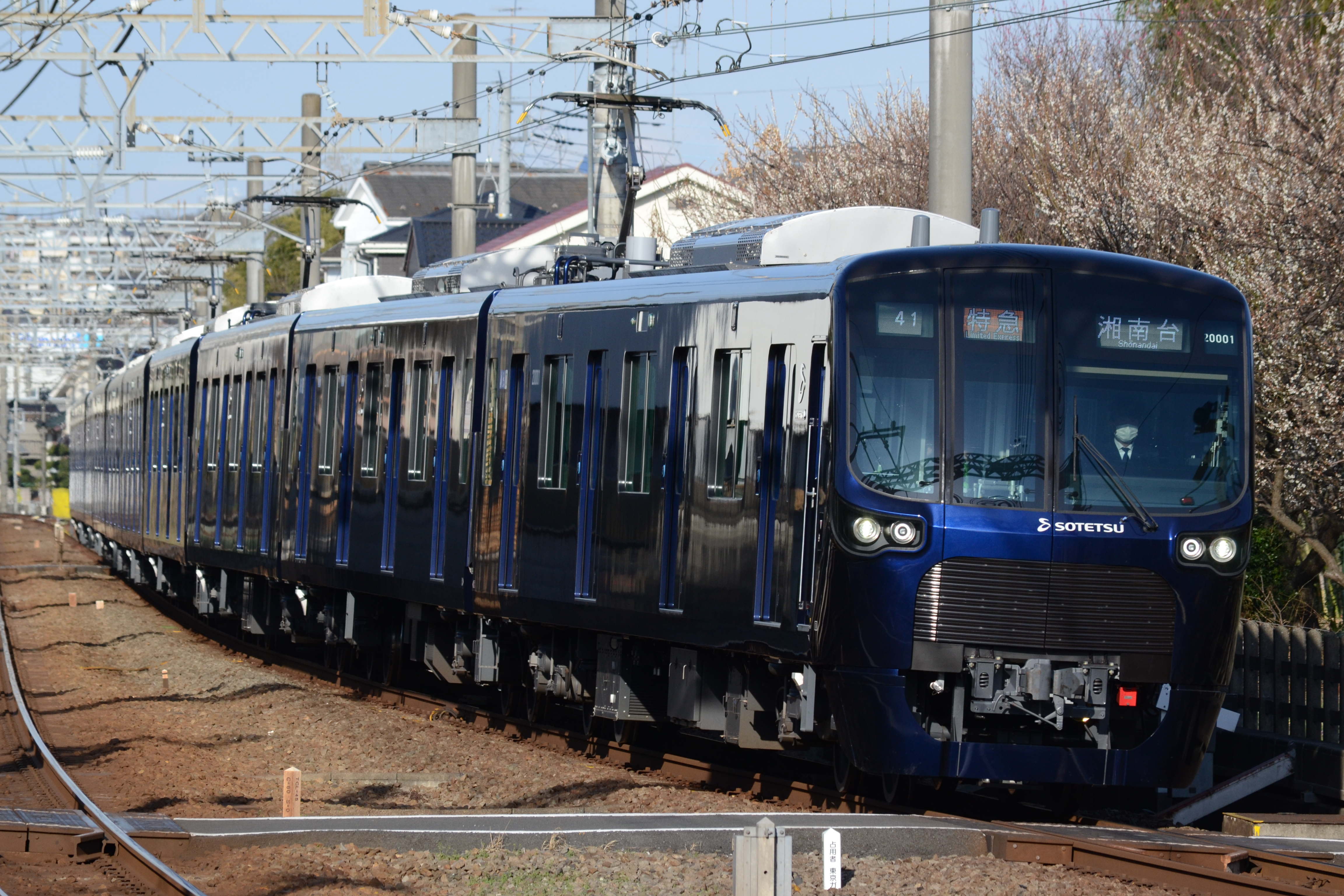
Sotetsu série 20000
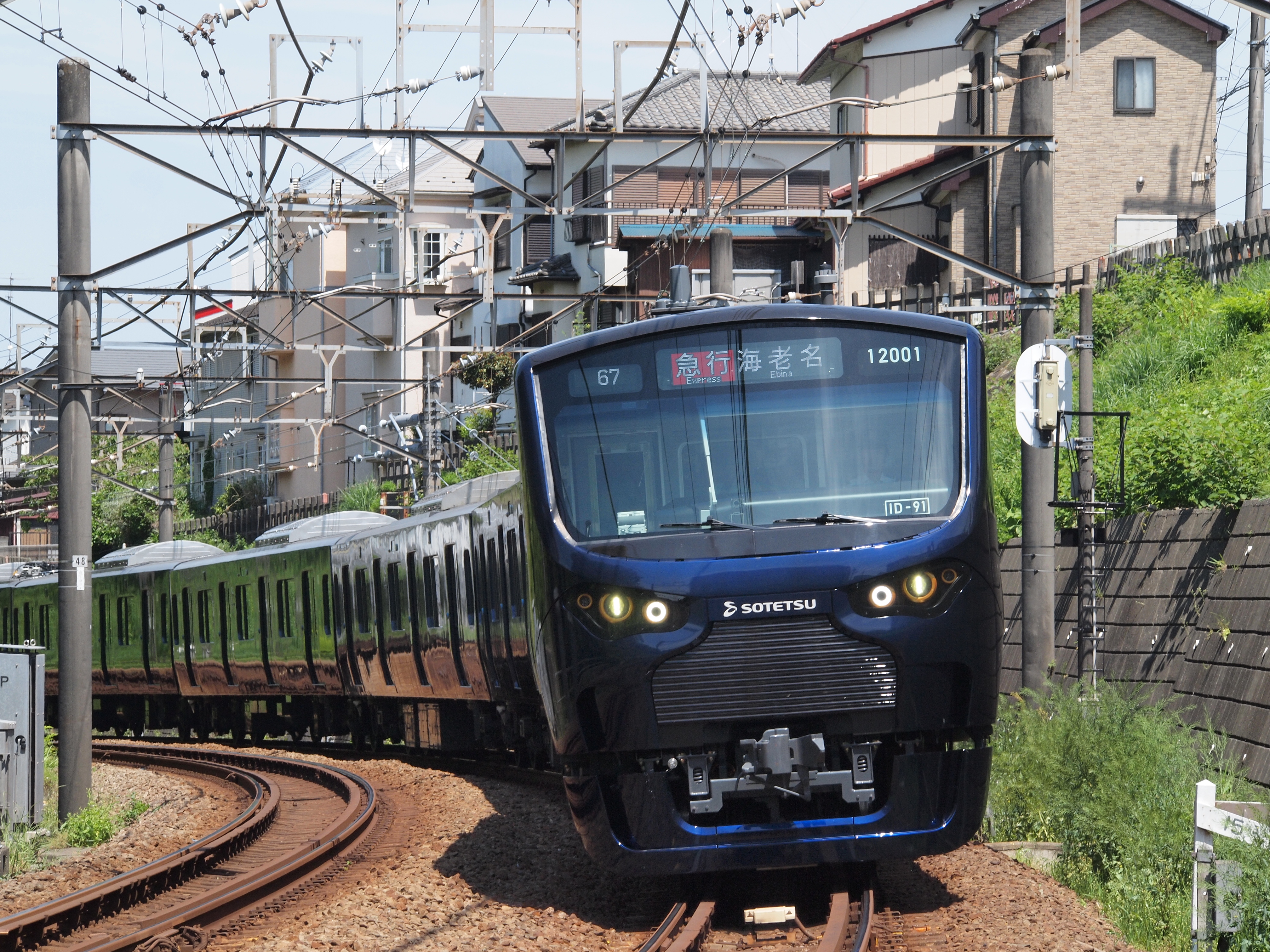
Sotetsu série 12000
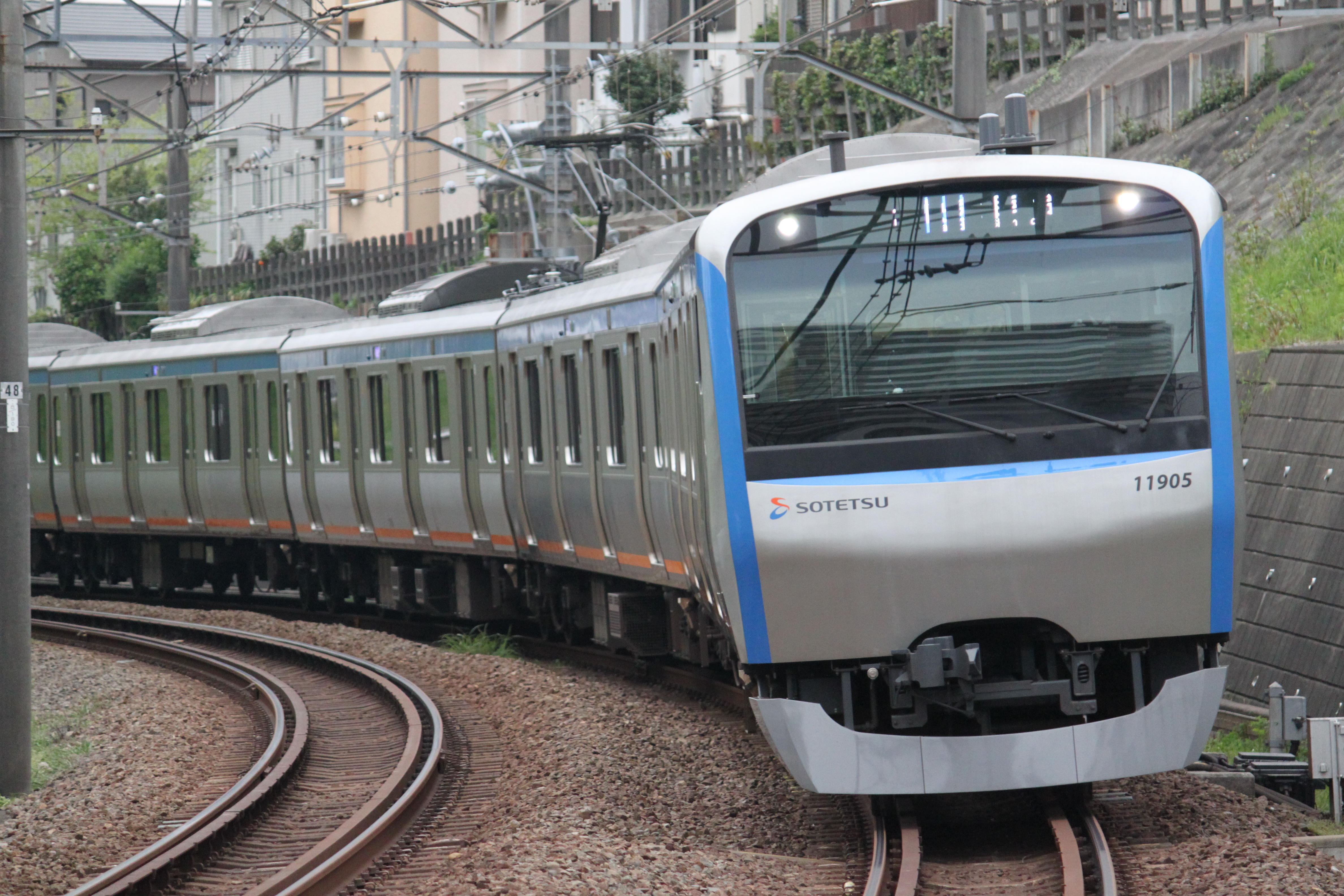
Sotetsu série 11000
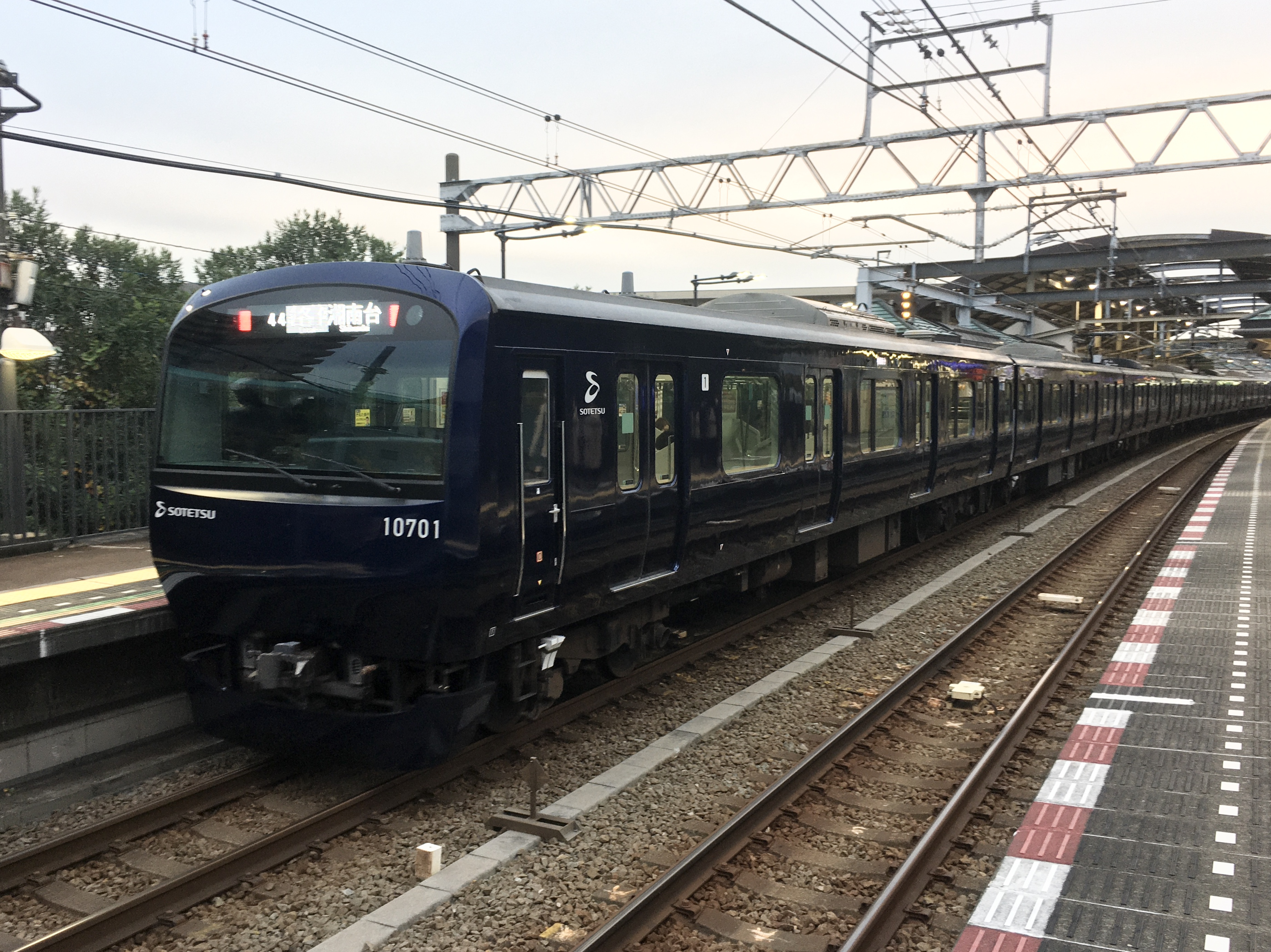
Sotetsu série 10000
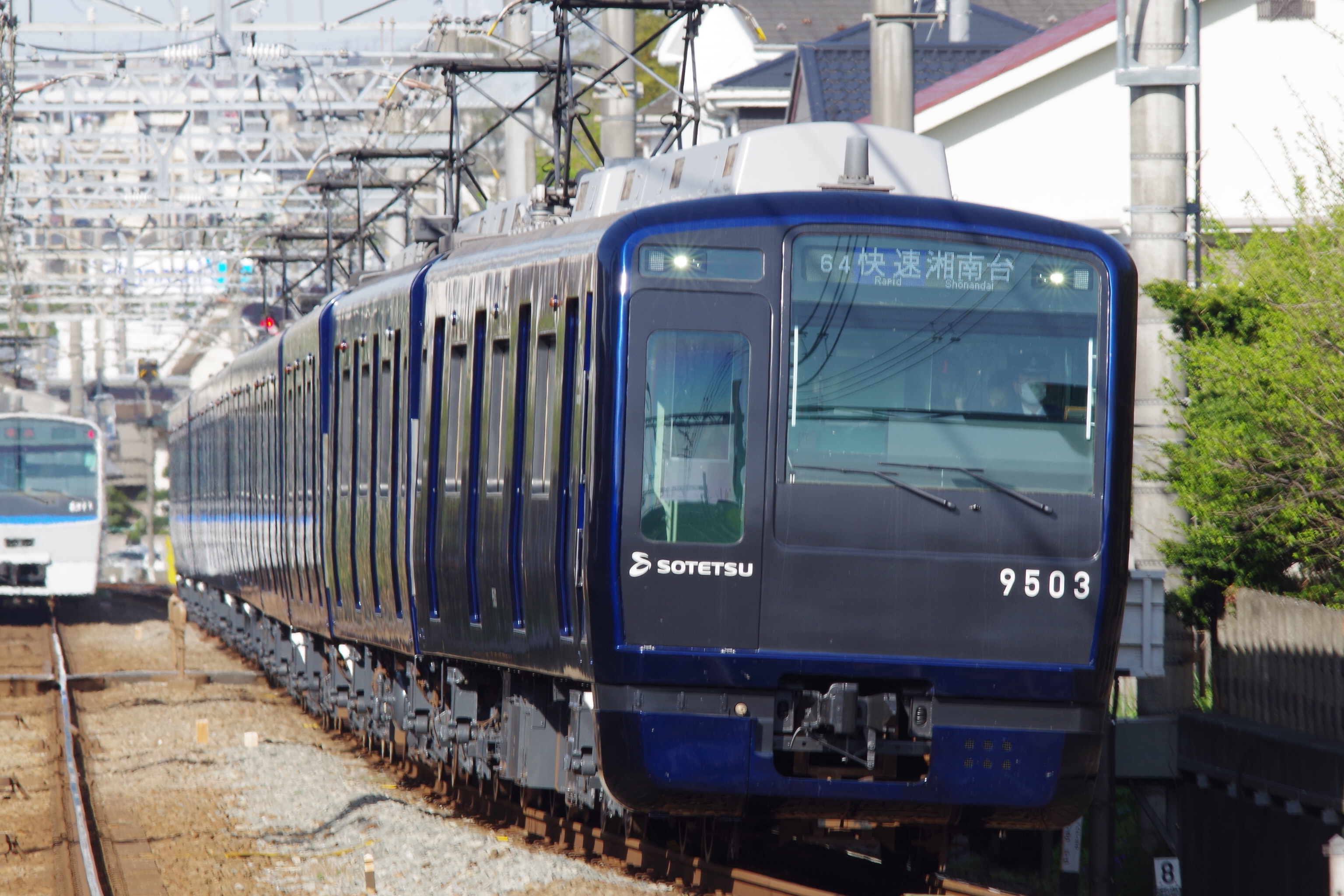
Sotetsu série 9000 (ja)
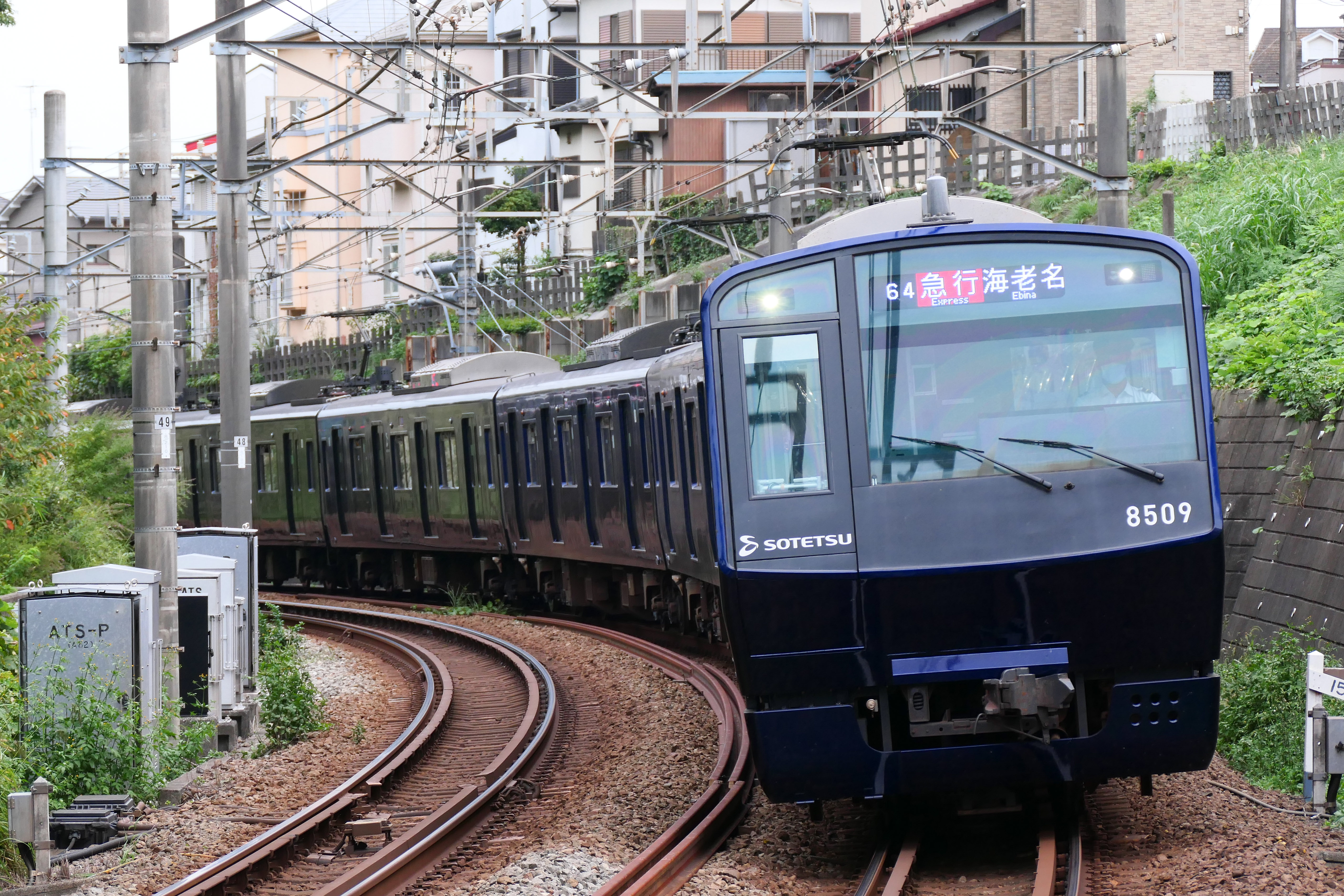
Sotetsu série 8000

### Source de la traduction
- (en) Cet article est partiellement ou en totalité issu de l’article de Wikipédia en anglais intitulé « Sagami Railway » (voir la liste des auteurs).

1. 1 2 3  (ja) Sotetsu, « 会社概要 » [« Profil de l'entreprise »] (consulté le 7 avril 2021)
2. ↑  (ja) Sotetsu, « DESIGN BRAND UP PROJECT » (consulté le 7 avril 2021)